# Melissa Farley (Schauspielerin)
Melissa Ann Marie Farley (* in Phoenix, Arizona) ist eine US-amerikanische Theater- und Filmschauspielerin.

## Leben
Farley ist Absolventin des ASU Graduate College. Anschließend besuchte sie die Walter Cronkite School of Journalism and Mass Communication. Sie arbeitet hauptberuflich als Social-Media-Produzentin und Veranstaltungsplanerin für eine US-amerikanische Internetseite. Zudem ist sie Moderatorin im Cazador Radio Network und schreibt Kolumnen für das Runway Magazine und für das Catwalk Mag.
Farley begann Anfang der 2010er Jahre ihre Schauspielkarriere durch Mitwirkungen in mehreren Kurzfilmen. Außerdem war sie immer wieder in B-Movies zu sehen, wo sie auch Hauptrollen übernahm. Hinzu kommen Charakterdarstellungen in einzelnen Episoden verschiedener Fernsehserien.

## Filmografie
- 2011: The Magickal (Fernsehserie)
- 2011: Headless (Kurzfilm)
- 2012: Paranoia
- 2012: Second Thoughts (Kurzfilm)
- 2012: Going Organic (Kurzfilm)
- 2012: Home Front (Kurzfilm)
- 2013: 52 (Fernsehserie, Episode 1x02)
- 2013: Split (Kurzfilm, Sprecherrolle)
- 2013: .357
- 2013: New World Order: The End Has Come
- 2013: I.C.E. (Kurzfilm)
- 2013: An Adventure in the Life of Barry Barksworth (Kurzfilm)
- 2013: Miracle Man
- 2013: Best in Chow (Fernsehserie, Episode 1x05)
- 2013: Poof! (Kurzfilm)
- 2014: James Joyce’s Two Gallants (Kurzfilm)
- 2014: James Joyce’s After the Race (Kurzfilm)
- 2014: The Coldest Kiss
- 2014: Silent Hill Internal Prison
- 2014: The Date (Kurzfilm)
- 2014–2015: Trial 2020 (Fernsehserie, 2 Episoden, verschiedene Rollen)
- 2015: Run for Your Life
- 2016: Atomic Shark
- 2016: Tail (Kurzfilm)
- 2016: Mr. Nobody (Kurzfilm)
- 2016: Eradication Code 6
- 2017: Omertà
- 2017: Dark Dignity (Kurzfilm)
- 2017: Drafted 2035
- 2018: Inside the Manson Cult: The Lost Tapes
- 2018: Soulless
- 2020: The Dark Side of Opulent